# 합천공설운동장
합천공설운동장(陜川公設運動場, Hapchoen Public Stadium)은 대한민국 경상남도 합천군에 있는 스포츠 시설이다. 천연잔디 필드와 우레탄 트랙이 갖춰진 경기장이며, 1990년 12월에 준공되었다.

## 참고 문헌
- “합천공설운동장”. 합천군청.
- 《2023 전국 공공체육시설 현황 (2022년 12월말 기준)》. 대한민국 문화체육관광부. 2024.